# Амангельди (Карасуський район)
Амангельди́ (каз. Амангелді) — село у складі Карасуського району Костанайської області Казахстану. Входить до складу Койбагарського сільського округу.
Населення — 599 осіб (2021; 894 у 2009, 1070 у 1999, 1383 у 1989).